# فلمار
شهر فلمار (به آلمانی: Vellmar) در ایالت هسن در کشور آلمان واقع شده‌است.